# Pseuderanthemum bibracteatum
Pseuderanthemum bibracteatum är en akantusväxtart som beskrevs av Francis Raymond Fosberg. Pseuderanthemum bibracteatum ingår i släktet Pseuderanthemum och familjen akantusväxter. Inga underarter finns listade i Catalogue of Life.